# Richard Henry Major
Richard Henry Major, född den 3 oktober 1818, död den 25 juni 1891, var en brittisk geograf.
Major anställdes 1844 vid British Museums kartsamling och blev 1867, då därav bildades ett särskilt departement, dettas chef ("keeper"). Han var 1849-1858 hederssekreterare i Hakluyt Society, 1866-1881 sekreterare i Royal Geographical Society och 1881-84 dess vicepresident. Han författade ett stort antal arbeten om de geografiska upptäckternas historia.